# ニッセイ
株式会社ニッセイ（英: Nissei Corporation）は、愛知県安城市和泉町に本社を置く機械メーカー。ブラザー工業の100%子会社。

## 概要
1942年（昭和17年）に、当時の日本ミシン製造株式会社（現・ブラザー工業株式会社）への部品供給を目的に会社設立。現在は、減速機、直動機器、歯車の製造を主幹とする。主に工作機械メーカーや自動車メーカー向けに出荷している。
なお、「ニッセイ」の略称を持つ日本生命保険は株主のひとつであるものの、社名は旧名である「日精工業（日本ミシン精機）」に由来しており本来は無関係である。

## 沿革
- 1942年（昭和17年） - 前身の日本ミシン針製造株式会社を愛知県名古屋市瑞穂区において創業[3]。
- 1956年（昭和31年） - 日本ミシン精機株式会社に社名変更[3]。
- 1965年（昭和40年） - 日精工業株式会社に社名変更[3]。
- 1985年（昭和60年） - 名古屋証券取引所第2部に上場[3]。
- 1986年（昭和61年） - 愛知県安城市に本社を移転[3]。
- 2000年（平成12年） - 現在の株式会社ニッセイに社名変更[3]。
- 2003年（平成15年） - 東京証券取引所第2部に上場。委員会設置会社へ移行[3]。
- 2013年（平成25年）1月30日 - ブラザー工業株式会社が行なっていた株式公開買付けが24日に成立したため、同社の連結子会社となる[3][4]。
- 2013年（平成25年）4月1日 - 子会社のフジタカ工業株式会社を吸収合併[3][5]。
- 2021年（令和3年）12月28日 - ブラザー工業株式会社による株式公開買付けが成立[6]。
- 2022年（令和4年）
  - 2月14日 - 東京証券取引所第2部・名古屋証券取引所第2部上場廃止[7]。
  - 2月16日 - 株式売渡請求により、ブラザー工業の完全子会社となる。

## 事業所
- 本社・本社工場（愛知県安城市）
- 安城南工場（愛知県安城市）
- 減速機第2工場（愛知県安城市）
- 東京営業所（東京都中央区）
- 大阪営業所（大阪市中央区）